# جیم پارکر
جیم پارکر (انگلیسی: Jim Parker؛ ‏ ۱۶ دسامبر ۱۹۳۴) آهنگساز اهل بریتانیا بود.
از فیلم‌ها یا مجموعه‌های تلویزیونی که وی در آن‌ها نقش داشته‌است، می‌توان به بازرس فویل، آدمکشان میدسامر، خانه پوشالی و در انتهای دوران میانسالی اشاره نمود.